# Breakthrough Starshot
Breakthrough Starshot — научно-исследовательский и инженерный проект в рамках программы Breakthrough Initiatives по разработке концепции флота межзвёздных космических зондов, использующих световой парус, под названием StarChip.
Такой тип космических аппаратов, по оценкам авторов, будет способен совершить путешествие к звёздной системе Альфы Центавра, удаленной на 4,37 световых лет от Земли, со скоростью до 20 % скорости света, что займет примерно 20 лет и ещё около 5 лет, чтобы уведомить Землю об успешном прибытии. При этом целью проекта является не конкретно это путешествие, а доказательство возможности реализации лежащей в его основе концепции. В процессе её достижения работа в рамках программы предполагает и другие полезные моменты для задач современной астрономии, таких как исследование Солнечной системы и защита от астероидов.
Руководителем проекта является Пит Уорден; также в состав команды научных консультантов во главе с Ави Лёбом входят 25 ведущих учёных и специалистов, среди которых британский королевский астроном Мартин Рис, Нобелевский лауреат астрофизик Сол Перлмуттер из Калифорнийского университета в Беркли, Энн Друян, исполнительный продюсер документального сериала «Космос: пространство и время» и вдова Карла Сагана, а также математик Фримен Дайсон из Института перспективных исследований.

## История

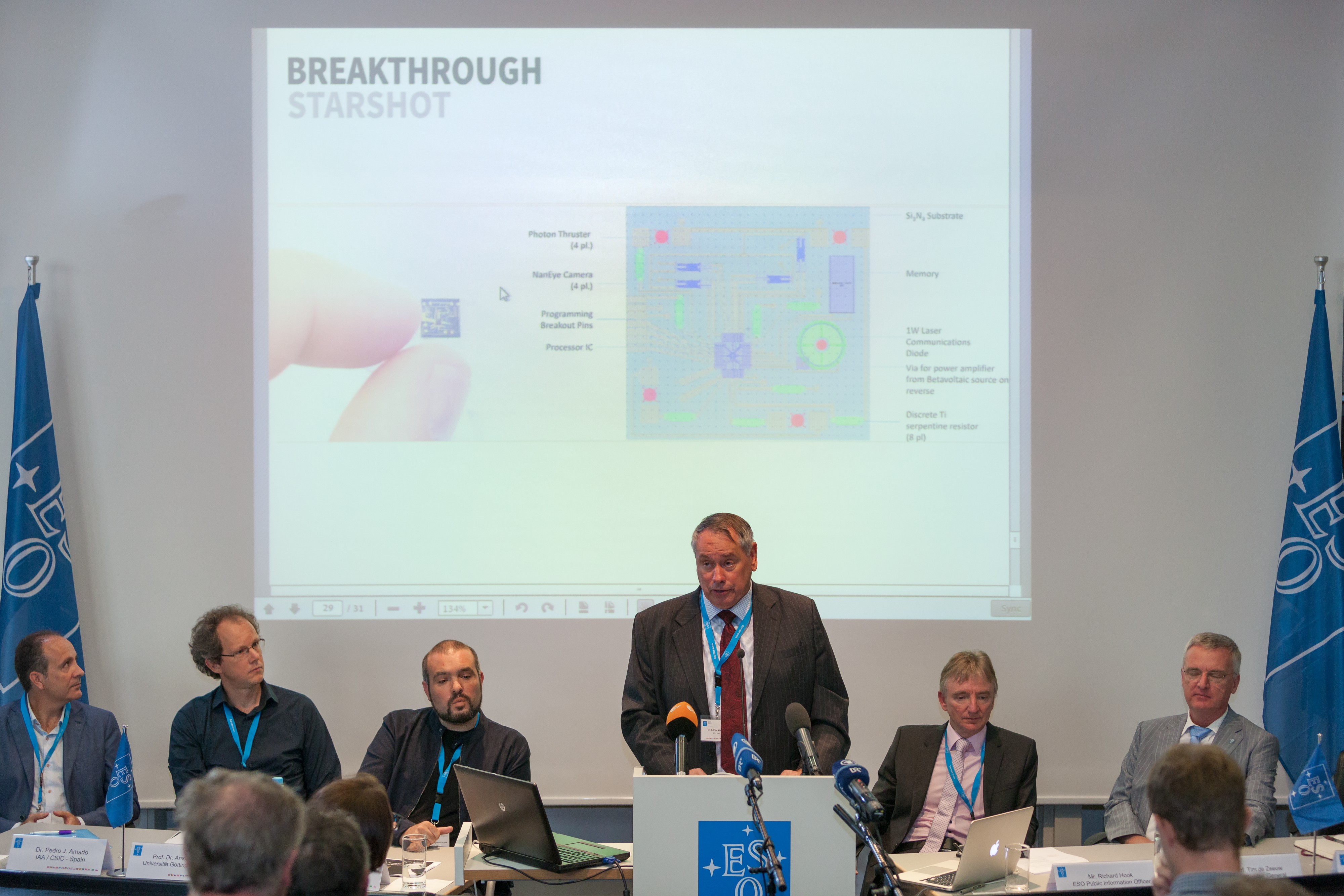
Pete Worden выступает с речью на пресс-конференции ESO 24 августа 2016 по поводу объявления об экзопланете Проксима b.

Основные концептуальные принципы, позволяющие осуществить межзвёздное путешествие, были описаны в статье Roadmap to Interstellar Flight доктора Филиппа Любина из Калифорнийского университета в Санта-Барбаре. Однако идея разгона космического аппарата сверхмощным лазерным излучением, направленным на парус, была высказана ещё в 1970-е годы физиком и фантастом Робертом Форвардом, и впоследствии выдвигались различные её вариации, в частности, специалистом NASA и писателем Джофри Лэндисом, участником нынешнего проекта. Но до настоящего времени она не получила практического развития из-за огромных технических трудностей и недостаточного уровня необходимых технологий.
Проект был анонсирован 12 апреля 2016 года (в 55-ю годовщину первого полёта человека в космос) на пресс-конференции, проведённой в Нью-Йорке российским предпринимателем Юрием Мильнером и астрофизиком Стивеном Хокингом, которые выступили в роли членов инициативного совета. Также в инициативный совет вошёл генеральный директор Facebook Марк Цукерберг. Проект получил первоначальное финансирование в размере 100 миллионов долларов США (на начало исследований в ближайшие 5-10 лет), которые планируется потратить на исследование реализуемости концепции. Следующим этапом будет создание модели в масштабе 1/100. Мильнер оценивает окончательную стоимость миссии от 5 до 10 млрд долларов США, надеясь, что в будущем другие частные инвесторы последуют его примеру, а также предполагает, что первый космический корабль можно будет запустить через 20 лет.
Сразу после официального анонса программы на авторов проекта обрушилась волна критики со стороны учёных и технических специалистов в различных областях. Некоторые критические замечания были приняты во внимание, и первоначальный план полёта Любина был несколько скорректирован в первой итерации. Была открыта публичная дискуссия, где все желающие могут обсуждать технические трудности на пути реализации проекта и пути их преодоления; в ней активно участвуют члены команды проекта.
В августе 2016 года, учёные, участвующие в работе проекта Breakthrough Starshot, провели первое научное заседание, где обсудили перспективы разработки системы, которая отправит нанозонды к Альфе и Проксиме Центавра в середине столетия.
В начале 2017 года к общему проекту Breakthrough Initiatives присоединилась Европейская южная обсерватория (ESO). По условиям подписанного соглашения Breakthrough Initiatives будет финансировать работы по модернизации инструмента VISIR на принадлежащем ESO Очень большом телескопе в Чили с целью его усовершенствования и увеличения эффективности поиска потенциально обитаемых экзопланет в звёздной системе Альфы Центавра, куда в перспективе можно было бы отправить миссию Breakthrough Starshot. ESO же предоставит Breakthrough Initiatives время для наблюдений на Очень большом телескопе в 2019 году для проведения подробных наблюдений.
Следующая научная конференция, где обсуждались последние открытия потенциально обитаемых экзопланет в ближайших звёздных системах (Альфа Центавра и TRAPPIST), прошла в апреле 2017 года в Стэнфордском университете.
В июне 2017 года состоялся успешный вывод на низкую околоземную орбиту первых рабочих прототипов нанозондов — чипов размером 3,5 на 3,5 см и весом около 1 грамма, несущих на себе солнечную панель, микропроцессор, датчик и систему связи. Аппараты, получившие название «спрайты» («Sprites») были разработаны участником проекта Заком Манчестером и выведены на орбиту с помощью латвийского спутника «Вента» и итальянского «Макс Валье» (оба изготовлены в образовательных целях немецкой компанией OHB System AG), от них успешно принимаются сигналы.

## Концепция

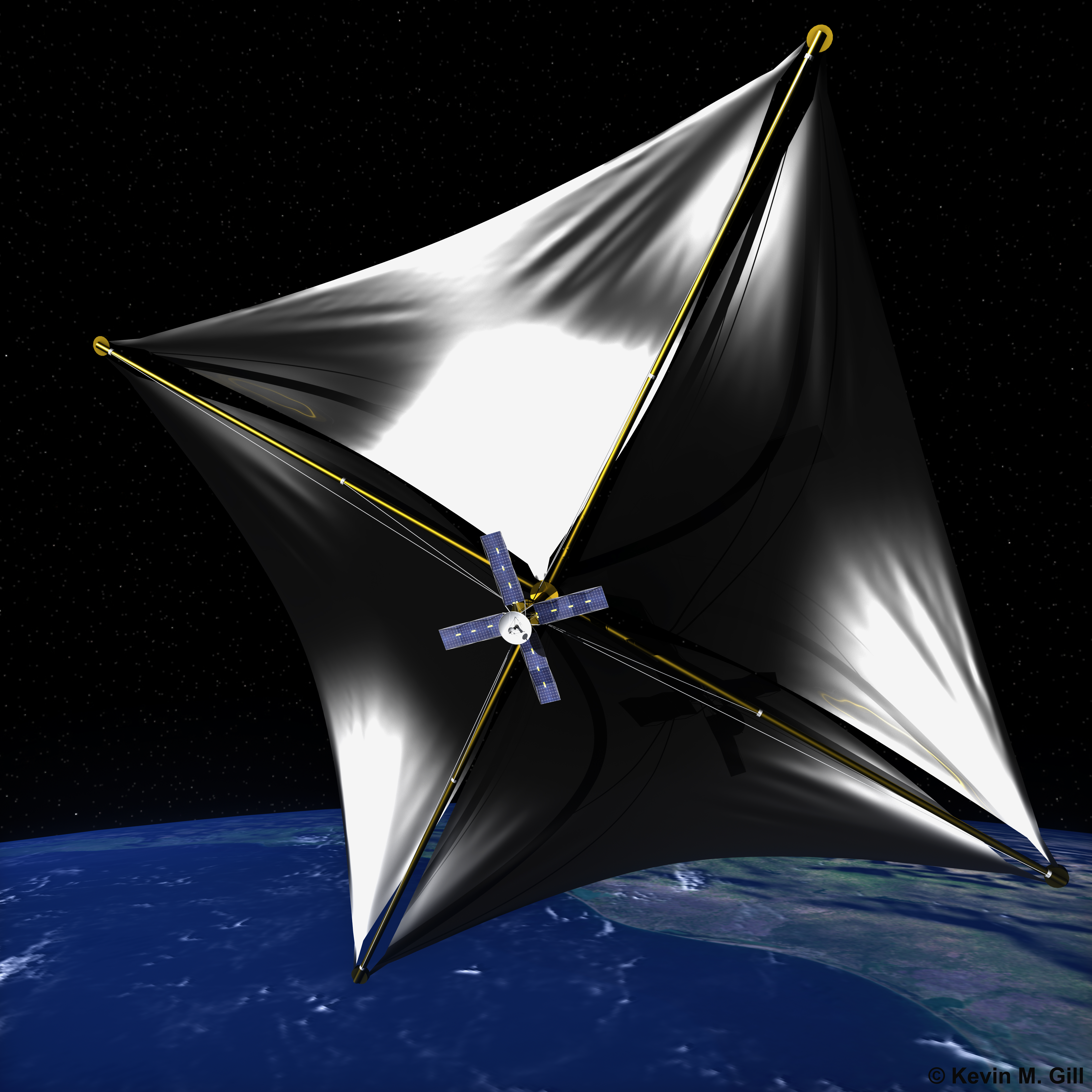
Солнечный парус.

Концепция StarShot предусматривает запуск базового космического аппарата, который доставит около тысячи крошечных (массой 1 грамм) космических аппаратов на высокую орбиту, а затем запустит их один за другим. Каждый микрозонд соединён сверхпрочными стропами с солнечным парусом размерами около 4×4 м, толщиной 100 нм и массой 1 г. Затем наземные лазеры в течение 10 минут фокусируют на парусе луч мощностью 50-100 ГВт. Лазерная силовая установка представляет собой фазированную решётку из 20 млн небольших (с апертурой в 20-25 см) лазерных излучателей размером 1×1 км; с помощью фазирования (то есть изменения фаз на каждом отдельном излучателе) предполагается сфокусировать излучение с длиной волны 1,06 мкм со всей решётки в пятно диаметром несколько метров на расстоянии до 2⋅106 км (предельная точность фокусировки 10−9 радиана). Это обеспечит ускорение около 30 000 g, за счёт чего зонды достигнут целевой скорости в 20 % световой.
Полёт к Альфе Центавра продлится около 20 лет. Если там существуют планеты размером с Землю в пределах обитаемой зоны (а пока достоверно подтверждено существование только одной из них — Проксимы b), Breakthrough Starshot будет пытаться нацелить космические корабли в пределах 1 астрономической единицы от них. С этого расстояния камеры будут способны получить изображение достаточно высокого качества, чтобы разглядеть рельеф планеты. Чтобы достичь такого разрешения с помощью космического телескопа на орбите Земли, этот телескоп должен был бы иметь размер порядка 300 км в диаметре.
Далее эта информация должна быть передана на Землю; по замыслу авторов проекта, у цели зонд маневрирует таким образом, что парус превращается в линзу Френеля, фокусирующую сигнал зонда в направлении Земли. Согласно оценкам, идеальная линза при идеальной фокусировке и идеальной ориентации усиливает сигнал мощностью 1 Вт до 1013 Вт в изотропном эквиваленте. Так что каждый крошечный космический аппарат будет передавать данные с помощью компактной системы лазерной связи на борту, используя собственный парус в качестве антенны. Через пять лет эти данные принимаются на Земле с помощью той же лазерной системы. Возвращения же самих зондов не предполагается, так как системы их торможения не предусмотрены.
Помимо исследования экзопланет в системе Альфы Центавра, можно организовать миссию и к другой звёздной системе, правда, полёт к ближайшей из них даже со скоростью 0,2 c займёт уже 50 лет. Однако возможны и другие варианты полезного применения компонент Breakthrough Starshot в астрофизике. Лазерная установка — самая дорогая часть проекта — может быть впоследствии использована и для полётов других космических аппаратов как в Солнечной системе, так и за её пределы. Так, космический нанозонд, разогнанный до 20 % скорости света, способен долететь до Марса за час (тогда как современному аппарату для этого требуется порядка 9 месяцев), до Плутона (куда аппарат «Новые горизонты» летел 9 лет) — за день, а за неделю попасть в межзвёздное пространство. Даже скорость в 2 % скорости света позволит существенно сократить время полёта. Кроме того, лазерная установка может гипотетически использоваться и как телескоп беспрецедентных размеров, и как инструмент для защиты от астероидов, способный обнаруживать потенциально опасные объекты на большом расстоянии и даже изменять их траекторию с помощью технологии лазерной абляции.
Но в любом случае, по словам Филипа Любина, первые полёты будут совершаться в пределах Солнечной системы: «Поскольку мы можем посылать огромное количество зондов, это даёт нам много разных возможностей. Мы также можем посылать подобные маленькие (wafer-scale, то есть на чипе) зонды на обычных ракетах и использовать те же технологии для изучения Земли или планет и их спутников в Солнечной системе».

### Связь с SETI
Если человечество в своём научно-техническом развитии будет способно осуществить подобную миссию, можно предположить такую возможность и для другой гипотетической внеземной цивилизации. Так что в рамках проекта SETI одним из направлений может стать попытка зафиксировать признаки работы лазерной разгонной установки ввиду её исключительной мощности. Согласно расчётам, излучая в микроволновом диапазоне, она могла бы создавать поток в несколько янских на расстоянии 100 парсек в течение нескольких десятков секунд, который можно было бы зарегистрировать с вероятностью 10 % при продолжительности наблюдения в 5 лет.

## Технические проблемы
Использование света для движения требует огромной мощности: лазер гигаваттной мощности обеспечит лишь 7 ньютонов тяги. Космический корабль будет компенсировать малую тягу за счёт малой массы, всего в несколько граммов. И каждый из них должен нести на себе камеру, управляющий модуль, узел связи, систему ориентации и источник энергии. Но размещение такого количества полезной нагрузки в предельно маленьком объёме вполне реализуемо на сегодняшний день благодаря прогрессу в микроэлектронике наряду с удешевлением производства в соответствии с законом Мура, отмечает Мильнер. Источником питания зондов может служить миниатюрный радиоактивный источник, например, такой как америций-241, используемый в детекторах дыма, либо традиционный плутоний-238.
Все компоненты должны быть спроектированы так, чтобы выдерживать экстремальные ускорения (ещё предстоит проверить, как поведёт себя в таких условиях вся электроника), холод, вакуум и столкновения с протонами. Космический аппарат должен будет выдержать также многочисленные столкновения с космической пылью. Ожидается, что каждый фронтальный квадратный сантиметр столкнётся на высокой скорости (что значительно усиливает потенциальную опасность) с примерно тысячей частиц размером 0,1 мкм и выше. Взаимодействие с межзвёздным газом и пылью может привести к искажению траектории аппаратов, их перегреву, механическому повреждению и даже полному разрушению, в зависимости от материала; по оценкам специалистов проекта, графит менее уязвим, чем кварц. Однако вероятность столкновений с частицами размером даже 1 мкм в относительно разрежённом пространстве для миниатюрных аппаратов остаётся довольно малой; для бо́льших размеров она и вовсе пренебрежимо мала. Можно минимизировать поперечное сечение столкновения, развернув аппараты в направлении длины вдоль линии движения или вообще сделав их в форме тонких игл. Также предлагается использовать покрытие защитным слоем, например, из рандоля. Рассматриваются даже варианты покрытия с такими свойствами, которые давали бы возможность собирать тепловую энергию столкновений и превращать её в полезную. Отклонения же от траектории достаточно малы и их легко будет компенсировать с помощью фотонных двигателей ориентации. Наконец, потери призвана компенсировать большая численность нанозондов.
Парус также будет подвергаться экстремально сильным нагрузкам, поэтому требования к нему также очень высоки. В исходном варианте Любина его площадь составляла всего 1 м2, но при таких параметрах он может не выдержать нагрева при разгоне в поле лазерного излучения, поэтому новый вариант использует парус площадью 16 м2, так что тепловой режим будет хотя и довольно жёстким, но, по предварительным оценкам, не должен расплавить или разрушить парус. Задача упрощается тем, что парус не должен поглощать излучение лишь конкретной частоты, что позволяет использовать в качестве основы для него не металлизированные покрытия, а диэлектрические зеркала. В качестве материала паруса рассматриваются многослойные диэлектрические зеркала, отражающие 99,999 % падающего света (по предварительным расчётам этого должно хватить, чтобы парус не расплавился в поле излучения 100-ГВт лазера). Альтернативный перспективный подход, позволяющий сделать толщину паруса меньше длины волны отражаемого света, — это использование в качестве его основы монослоя метаматериала с отрицательным показателем преломления (такой материал к тому же имеет наноперфорацию, что ещё уменьшает его массу). Другой вариант — это однослойное диэлектрическое зеркало из материала с низким коэффициентом поглощения (10−9), такого, как оптические материалы для световодов. Такое зеркало будет обладать сравнительно малым по сравнению с многослойным коэффициентом отражения, но зато оно будет иметь меньшую массу. С другой стороны, дополнительная сложность возникает из-за ускорения системы — оно вызывает постепенно увеличивающийся доплеровский сдвиг частоты попадающего на парус ускоряющего излучения, более чем на 20 % в общей сложности. Поэтому придётся либо динамически перестраивать частоту лазеров, либо проектировать материал отражателя с двадцатипроцентной шириной полосы. Для сохранения формы предполагается армировать парус графеном. Некоторые композитные материалы на основе графена могут сокращаться под действием приложенного электрического напряжения для активного управления. Для стабилизации парус можно раскрутить или придать ему форму обратного конуса для пассивной самостабилизации в поле лазерного излучения. Последние расчёты, однако, показывают, что сферическая форма выгоднее во многих отношениях.
Далее, наземная силовая установка для разгона системы также представляет собой весьма сложную конструкторскую задачу ввиду своих беспрецедентных масштабов и мощности, эквивалентной 10-20 Красноярских ГЭС; излучение 100 ГВт в течение 100 секунд соответствует энергии порядка 1 тераджоуля. Однако её упрощает то, что мощности порядка 100 ГВт не требуются непрерывно, единовременно и длительно: по словам авторов проекта, лазер мог бы работать в режиме накопления мощности своего рода гигантским конденсатором и последующего излучения коротких импульсов примерно по 20 ГВт. Это не так уж много по сравнению с современными энергетическими затратами для полётов традиционных ракет — порядка 45 ГВт на запуск и набор за первые 10 минут полёта кинетической энергии всего в несколько раз меньшей той, которой обладал бы нанокорабль, движущийся со скоростью 0,2 c, как отмечает Филип Любин. Как вариант, предлагается сконструировать систему на базе задающих генераторов, бо́льшая часть элементов которой — просто усилители мощностью всего 0,1-3 кВт. Для каждого запуска наноаппаратов нужно 100—300 секунд непрерывной работы разгонной установки, что, с одной стороны, делает не столь критичным вопрос об охлаждении (можно использовать простую теплообменную систему или даже материалы, способные поглощать тепло при фазовых переходах), с другой — не позволяет задействовать современные петаваттные лазеры, способные генерировать лишь импульсы субмикросекундной длительности. Тем не менее, в настоящий момент благодаря интенсивному развитию информационных технологий происходит значительное удешевление (в 2 раза каждые полтора года с 1990 по 2015 год) и увеличение масштаба мощностей, необходимых для систем обработки и хранения данных; также важную роль играет прогресс в области солнечной энергетики; к тому же, к этой области традиционно велик интерес военных. Всё это делает требуемые мощности лазерного излучения не столь уж недостижимыми.
Однако отдельную трудность представляет собой фокусировка всей этой мощности лазера на солнечные паруса размером 4×4 м с расстояния до 2⋅106 км — это соответствует предельной точности фокусировки 2⋅10-9 радиана или 0,4 миллисекунды — для излучения с длиной волны 1 мкм это дифракционный предел системы с базой длиной 1 км. При этом турбулентная атмосфера будет размывать луч в пятно размером примерно в 1 секунду (10−5 радиана). Задача наведения осложняется вращением Земли вокруг своей оси — на 2° за 10 минут, необходимые для разгона. Улучшения разрешения на несколько порядков предполагается достичь с помощью адаптивной оптики (АО), которая будет компенсировать атмосферные искажения. Лучшие системы АО в современных телескопах уменьшают размытие до десятков угловых миллисекунд, то есть до намеченной цели остаётся ещё примерно два порядка. Система Starshot принципиально отличается от обычного телескопа по своим задачам и потому требует иного подхода. Установка будет представлять собой массив по принципу фазированной решётки. «Чтобы победить мелкомасштабную атмосферную турбулентность, фазированная решётка должна быть разбита на очень мелкие элементы, размер излучающего элемента для нашей длины волны должен составлять не более 20-25 см, — объясняет Филип Любин. — Это минимум 20 млн излучателей, но такое количество меня не пугает. Для обратной связи в системе АО мы планируем использовать много опорных источников — бакенов — и на зонде, и на материнском корабле, и в атмосфере. Кроме того, мы будем отслеживать зонд на пути к цели. Мы также хотим использовать звёзды как бакен для настройки фазирования решётки при приёме сигнала от зонда по прибытии, но для надёжности будем отслеживать зонд». Предлагаемая технология уже используется в современных массивах радиотелескопов, давая разрешение до 60⋅10-6" (для излучения с длиной волны 1 мкм это как раз требуемый порядок 10−9 радиана), хотя фазированную решётку такого масштаба из лазеров создать ещё не пытались, признаёт Любин.
С другой стороны, расположение лазерной установки на Земле влечёт за собой и воздействие излучения на атмосферу, окружающую среду, оказывающиеся на его пути искусственные спутники Земли, — всё это также немаловажно учесть. Концентрация такой огромной мощности, вообще говоря, делает её потенциально очень опасным оружием: за 10 минут работы 100-гигаваттной установки выделяется энергия, эквивалентная взрыву атомной бомбы в Хиросиме. Если этот узконаправленный пучок отразить из космоса обратно в направлении Земли, это может иметь катастрофические последствия. Необходимо регламентировать работу сверхмощного лазерного массива на международном уровне.
Тем не менее, разгонную установку предполагается размещать именно на Земле: альтернатива в виде, например, обратной стороны поверхности Луны на сегодняшний день видится невыполнимой. К тому же, это создало бы даже бо́льшую угрозу безопасности. Расположение на большой высоте над уровнем моря позволит несколько снизить атмосферные искажения — примерно в 4 раза для 5 км над уровнем моря. Идеальным вариантом для запуска зондов к Проксиме Центавра, имеющей склонение −60°, была бы база в Антарктиде, но создавать её полностью с нуля также практически нереализуемо, поэтому, скорее всего, будет выбран другой регион в Южном полушарии, например, в пустыне Атакама.
Ещё одна трудность по ходу реализации плана — отправка данных от зонда на месте назначения к Земле с помощью лазерных передатчиков, установленных на каждом зонде, в пакетном режиме. Оптимальнее всего нацеливать сигнал непосредственно на Землю, используя естественные и искусственные бакены. Чтобы свет от Проксимы не так сильно затмевал Солнце, можно осуществлять это через несколько дней после пролёта главной цели: через 3 дня при удалении на 100 а. е. соотношение яркости Солнца и Проксимы вырастет на 4 порядка.
Столь же нетривиальной задачей является затем рассмотреть этот сигнал на фоне гораздо более мощного (на 13-14 порядков!) излучения звезды. С такого расстояния парус размером 4×4 м, который планируется использовать как антенну, фокусируется в пятно размером 1⋅107 км, следовательно, массив принимающих устройств размером в 1 км (наиболее естественным видится использование в этом качестве той же лазерной установки, что и для разгона нанофлота) будет улавливать сигнал на 14 порядков слабее передаваемого. Однако современные технологии, например, Lunar Laser Com Demo (LLCD) на базе сверхпроводящих нанотрубок, позволяют регистрировать даже отдельные фотоны лазерного излучения с очень больших расстояний. Между тем и указанные параметры соответствуют дифракционному пределу, на котором работают радиотелескопы, но пока ещё (на сегодняшний день) не лазерные системы. Для приближения разрешения к дифракционному пределу предлагается сигнал от зондов пропускать через линзу Френеля, в которую по достижении пункта назначения преобразуется парус. Как именно реализовать такое преобразование структуры и свойств паруса, ещё предстоит придумать; «Идея сделать из паруса линзу Френеля на основе тонкоплёночного дифракционного элемента достаточно сложна и требует большой предварительной работы, чтобы понять, как именно лучше сделать это, — говорит Филип Любин. — Этот пункт на самом деле — один из главных в нашем плане проекта». Что же касается соотношения яркости сигналов, то по его же словам, «свет от звезды на самом деле довольно слаб, поскольку ширина линии нашего лазера очень мала. Узкая линия — ключевой фактор в сокращении фона». Соответствующая длина волны же должна отличаться от той, на которую силовая установка настроена на этапе разгона, с учётом доплеровского сдвига из-за движения зонда-источника с большой скоростью.
Наконец, если будет создана фазированная решётка оптических излучателей/приёмников излучения общей апертурой в километр, способная принимать сигнал от зондов, то она сама по себе будет представлять собой инструмент, который будет видеть экзопланеты с расстояния десятков парсек. Это вызывает закономерный вопрос, зачем вообще нужны в таком случае зонды. Но по словам Любина, в качестве более долговременной программы функциональность зонда планируется расширить, добавив инфракрасный спектрометр в дополнение к камере и другим датчикам.